# Бартол Кашић
Бартол Кашић (Паг, 15. август 1575 − Рим, 28. јул 1650) био је хрватски језуита и писац у периоду контрареформације Римокатоличке цркве. Бавио се пропагандном и књижевном делатношћу у служби Римокатоличке цркве и Исусовачког реда. По налогу Конгрегације концила његов задатак је био да стандардизује јужнословенске језике под новим књижевним језиком који су језуити тада називали илирским, а зарад лакшег мисионарског деловања Римокатоличке цркве према православним Словенима и њиховим унијаћењем, односно покатоличавањем. У сврху тога, саставио је Граматику илирског језика (Institutionum linguae illyricae libri duo) 1604. године чиме је постао његов први кодификатор, а касније је скоро одустао од своје родне чакавице и прешао на штокавицу коју је сматрао погоднијом за овакав језик. Ово дело је постало уџбеник којим су се исусовци користили за пропагандне мисије према православним Србима и Бугарима. Осим тога, познат је и као аутор првог комплетног превода Библије и јужнословенско-италијанског речника, као и низа римокатоличких верско-наставних радова, од којих је најзначајнији Ритуал римски издат у Риму 1640.

## Биографија
Бартол Кашић је рођен у Пагу 15. августа 1575. године од оца Ивана Петра Кашића и мајке Иванице.
У Пагу је и започео своје школовање, а затим је отишао на Илирски колегијум у Лорети, данашњој Италији. Након тога се прикључио Исусовачком реду у Риму где је студирао теологију и филозофију. У то време је у колегијуму, од стране Ватикана, основана Академија илирског језика (1599), где је Кашић одабран за наставника илирског језика.
Осим у Риму, краће време се задржао у Дубровнику, а повремено је одлазио на мисионарске мисије по територијама које су држали Османлије, укључујући просторе некадашње средњевековне Србије и Босне. Ипак, након мисија се вратио у Рим где је провео време до краја живота.
Умро је 28. децембра 1650. године.

## Пропагандни и књижевни рад
Кашићева пропаганда и и књижевна активност се могу разумети у контексту реакције Римокатоличке цркве на велики број изазова са којима се сусрела у периоду краја 15. века, па даље кроз време у које је Кашић живео. Највећи изазови су ширење протестантизма које се разбуктало почетком 16. века, као и освајања Османског царства које је тада заузело готово целу југоисточну Европу.

### Контрареформација Римокатоличке цркве
Као одговор на ове изазове, Ватикан је у више наврата сазвао Триденски сабор у периоду између 1545. и 1563. године, и започео је противреформацију. Како је губитак верника на западу значио и губитак финансијских средстава које су верници плаћали, план Курије је био да то надомести покатоличавањем православних верника на истоку Европе, где су због нестанка својих средњевековних држава тамошњи верници остали без икакве заштите. Првобитно кроз Конгрегацију концила основану 1564. године, мисионарске активности су додатно појачане оснивањем Грчког (Collegium Graecum) 1577. године и Илириског колегијума (Collegium Illyricum) 1580. године у Ватикану где су се језуити и остали мисионари са подручја Далмације школовали, а затим и оснивањем Конгрегације за пропаганду вере 1622. године. Мисионарске надлежности Конгрегације концила пренете су на Конгрегацију за пропаганду вере која је тада имала за главне циљеве сповођење уније над православцима, враћање протестаната у оквире Римокатоличке цркве и ширење римокатолицизма над нехришћанским становништвом. У складу са тиме, дошло је до различитих мисионарских деловања, попут Брестовске уније и неугодног времена у Русији, где су поједини православни епископи признали примат папе. Осим тога, Дуги рат између римокатоличке Аустрије и Османског царства резултирао је Миром у Житватороку 1606. године којим су Османлије прво назвали аустријског надвојводу Императором и признали право римокатолицима да имају цркве у Османском царству.

### Зачеци илиризма
Под утицајем хуманизма и ренесансе из 15. и 16. века су у Европи оживела интересовања за историјске догађаје и порекло народа, а током времена су се развиле многе теорије о пореклу. Тиме је, на пример, становништво данашње Италије почело да се везује за стари Рим, што ће подстакнути ауторе попут Николе Макијавелија и других њихових хуманиста да се баве идејом уједињења Италије.
Са друге стране, у римокатоличким градовима млетачке Далмације где се становништво романског порекла у већинском словенском окружењу увелико словенизовало, током 15. века је дошло до појаве илиризма. Настао је као последица опонашања италијанске ренесансе од стране приморских градова са источне стране Јадрана, и у складу са тиме, базирао се на накнадном тумачењу античке прошлости путем везивања порекла за античке Илире и римску провинцију Илирик.
Иако првобитно несловенски, тај покрет се убрзо претвара у панславизам захваљујући раду доминиканца Винка Прибојевића (Vincentinus Pribevo) са Хвара, који је Словене прогласио за потомке Илира у свом политичком говору који је записан и који су Млечани штампали као Oratio de origini successibusque Slavorum у Венецији 1532. године.
Овакву идеју уједињавања јужних Словена кроз илиризам управо је Ватикан институционално подстицао зарад јачања свог утицаја на Балканском полуострву, као и због тога да би римокатоличанство путем заједничког језика лакше продрло у православно словенско становништво. Тиме је Ватикан оснаживао римокатолике на подручју источног Јадрана који су били угрожени под налетом Османлија, а са друге стране припремала терен за унију која је била увод у покатоличавање православаца на том подручју. Путем оваквог покушаја успостављања везе Словена са античким Илирима, Римска курија је везивала Словене за своју црквену традицију везану за Илире, попут оне о римским бискупима илирског порекла. Уз ово, треба напоменути и да је подручје бивше римске провинције Илирикума гајило и богату хришћанску традицију с обзиром да се хришћанство на том подручју појавило доста рано у време Римског царства. Осим споменутих папа, треба истаћи и црквену традицију везане за Далматинца илирског порекла Светог Јеронима Стридонског, који је живео око петог века нове ере и који је веома значајан за хришћанску веру уопште. За Римокатоличку цркву конкретно је значајан с обзиром да је службовао у Риму и био преводилац Библије са старогрчког и хебрејског на латински језик, те је око њега она формирала снажан култ, што су хтели преко илиризма да присвоје хрватски римокатолички свештеници попут Винка Прибојевића и Ивана Томка Мрнавића.
О његовом значају за Рим сведочи и то да је Завод светог Јеронима у Риму назван по њему, а преко кога се управо може видети и понашање Ватикана по питању илиризма. У оснивачкој повељи папе Николе V из 1453. године, наведено је да је Завод основан за Словене и Далматинце. Након тога, у унутрашњој употреби Завода тада доминира термин словенски, с обзиром на доминантно словенско становништво. Ипак, 1485. године, у једној опоруци се први пут користи термин илирски. Употреба израза словенски и илириски тада остаје све до 1655. године када због противреформације термин словенски бива избачен у корист термина илирски.
Осим тога, код језуита у време почетка Противреформације настаје идеја формирања књижевног илирског језика у виду потребе за кодификацијом и формирањем заједничког језика јужних Словена, а који би се користио приликом штампања црквених књига, што би се даље користило како према римокатолицима, тако и према православцима приликом мисионарења. А управо је питање језика било једна од главних тема о којој је расправљано непосредно након Тридентског сабора.
Један од значајних следбеника Прибојевићевог рада био је језуита и дипломата Александар Колумовић, чакавац из Сплита који је током 16. века водио неуспешну дипломатску мисију од стране Млечана и Ватикана зарад формирања широке анти-османске коалиције на Балкану. Он је међу првим језуитима схватио потребу за превођењем римокатоличких литургијских књига са латинског на словенске језике, чиме би римокатолички утицај лакше зашао у православно и муслиманско словенско становништво.

### Рад Бартола Кашића
Деловање Александра Колумовића је наставио Бартол Кашић, са којим је и сарађивао. Кашић је дао велики допринос питањима илиризма и који ће утицати на друге будуће хрватске пропагандне, али и националне раднике попут Павла Ритера Витезовића, и припаднике Илирског покрета са подручја Хабзбуршке монархије у 19. веку.

#### Граматика илирског језика
Дубровчанин и језуита Марин Темперица је 1582. године, након путовања по Балканском полуострву, оставио је Клаудију Аквавиви (Claudio Acquaviva), врховном језуитском генералу под чијим деловањем је ред доживео огромно прошињере, споменицу у којој је споменуо да се исти језик, базиран на штокавици, говори на подручју од Дубровника до Бугарске, а које обухвата Херцеговину, Босну и Србију. Темперица је истакао потребу за израдом јединствене граматике којом ће се кодификовати овај језик, чиме је Темперица дао допринос Римокатоличкој пропаганди у српским земљама.
Користећи ова сазнања, а у складу са његовим деловањем са циљем покатоличавања православаца на простору Пољско-литванске уније где је некада била Кијевска Русија, познатом као Брестовска унија (1595—1596), Клаудио Аквавива 1599. године издаје наредбу Бартолу Кашићу да за потребе питомаца раније споменуте Илирске академије у Риму напише прву граматику новог "илирског" језика који би обухватио јужнословенско подручје, укључујући и чакавицу. Циљ овога је било мисионарског деловање зарад ширења римокатоличанства. Кашићу је одређено да се држи најраширенијег народног говора, да би граматика била лакше прихваћена од стране највећег броја људи. Кашић је претходним делом, Илирско-италијанским речником, показао да поседује знање око питања језика. Прихвативши се задатка, Кашић је 1604. године, три године након објављивања Краљевства Словена дубровачког бенедиктанца Мавра Орбина, објавио дело Граматика илирског језика (Institutionum linguae Illyricae libri duo). Ипак, због свог језика, темељ овог дела је била чакавштина, односно далматински језик како га је називао, али је садржала и већи број штокавских елемената српског језика. Касније ће, због наведених потреба, а и након својих мисионарских мисија по Босанском пашалуку, све више прихватати штокавицу, те ће споменути штокавски елементи однети превагу и у самом његовом књижевном раду. Између осталог, и своје изворно име, Бартул, Кашић је променио у Бартол у складу са штокавским говором који је почео да прихвата. Кашићева Граматика је постало уџбеник којим су се језуити користили за пропагандне мисије на словенском подручју југоисточне Европе где су живели Срби, а делом и Бугари, на шта је позивао и сам Кашић у предговору Граматике.
Након Граматике, Кашић се више фокусира на саму верску тематику, те током следећих година објављује већи број књижевних дела попут Начин од медитациони (1613), Живот св. Игнација (1617), Зрцало наука крсјанскога (1631) и Живот Господина нашега Исукрста (1637).

#### Мисионарско деловање у Србији и Босни
Годинама након објављивања граматике, Бартол Кашић ће као језуита провести време у различитим мисионарским активностима у служби Ватикана на подручју Србије и Босне под Османским царством. У оквиру њих, Кашић је разматрао и прикупљао информације о стању римокатолика на том подручју, њиховом броју и околностима, те је кроз верско образовање деловао у јачању њихове вере. Осим тога, његов фокус је био и на постављању темеља за покатоличавање православаца. О овоме говори јасно говори сам Кашић, који је у својој аутобиографији навео да је циљ његове мисије у Београду 1612. године био да се "проповедањем речи божи је и дељењем сакрамената верни католици утврде у католичкој вери, а расколници и кривоверјем заражени хришћани врате на прави пут".
Кашић у овим мисијама није деловао сам - поред њега је било још језуита попут Иштвана Синог који је у исто време деловао уз њега у Београду. Треба додати да су се и интереси језуита делимично поклопили са интересима дубровачких трговаца који су имали разгранату мрежу на овом подручју, а који након распада средњевековне српске државе на њему више нису имали својих школа, што је био разлог њихове сарадње.
Ипак, језуитско деловање у Београду је каснијих година готово зауставио њихов сукоб са босанским фрањевцима око питања коришћења капела у граду, а током којег су се Дубровачни држали по страни. Сукоб су пратила разна потказивања језуита, како код папе, тако и код османских власти, што је довело до тога да су градске власти 1632. године протерале језуите из Београда. Током следећих година дошло је до привидног примирја када су се језуити опет вратили у Београд, али су се сукоби убрзо поново разбуктали. Према неким извештајима, језуити су успели да се одрже у Београду захваљујући подмићивању локалних османских градских власти.
Цео сукоб се коначно завршио 1651. године када су се језуити у потпуности склонили из Београда и продали сву имовину. Иако су о сукобу извештавали многи фрањевци, језуити и бискупи, о њему Кашић у својој аутобиографији вешто није навео ни реч.
Остале мисије Кашић је имао по Босанском пашалуку, као и у Дубровнику где је проводио доста времена, након чега се вратио у Рим.

#### Превод Библије
Кашић је свој рад фокусирао и на литургијске књиге. У то време завршава и превод Библије на штокавицу којом се говорило у Дубровнику. Одлуку за коришћењем штокавице је донео на основу својих путовања по Босни и другим територијама Османског царства где се она користила. Због угрожености хришћанског становништва на овом подручју, сматрао је да је потребно да дело првенствено намени њима. Ипак, управо је коришћење штокавице био разлог зашто су се поједини хрватски свештеници успротивили његовом преводу, због чега дело остаје неодштампано, а на крају и забрањено.

#### Ритуал римски
Недуго затим, Кашић пише своје најзначајније дело Ритуал римски, који је успео да објави 1640. године када га је одштампао у Риму уз помоћ Конгрегације за пропаганду вере. У овом великом делу на преко 400 страница, Захваљујући Пропаганди, Кашић је за темељ овог дела користио штокавицу, коју је Пропаганда сматрала погодном за деловање према Србима, с обзиром да се радило о њиховом језику.

## Дела
- Razlika skladanja slovinska, 1599, (у рукопису, штамапн као Hrvatsko-talijanski rječnik s Konverzacijskim priručnikom, prir. Vladimir Horvat, Kršćanska sadašnjost, Загреб 1990.,[17] 2. izmj. izd. 2011.[18]
- Institutionum linguae Illyricae libri duo Рим, 1604. (хрв. Osnove ilirskoga jezika udvije knjige, Загреб 2002., 2. издање, Загреб—Мостар, 2005)
- Nacin od meditationi i molitvae koyase cinij pametyu nascom, Рим, 1613.
- Istoria loretana od sfetae kuchiae Bogorodicinae, Рим, 1617.
- Nauk karstyanski kratak, Рим, 1617. (изгубљено), 1633.
- Piesni duhovnae od pohvalaa Boxyieh, Рим, 1617. (поново штампано у Минхену 1978.)
- Xivot s. Ignatia skrachieni, Рим, 1624.
- Perivoy od dievstva illi xivoti od dievica, Рим, 1625, Венеција, 1628.
- Zarçalo naukka karstyanskoga. Od iʃpovieʃti, i od priceʃtenya, Рим, 1631, 1671.
- Zarçalo malo (изгубљено).
- Xivot Gospodina nascega Isukarsta, Рим, 1638, Венеција, 1700.
- Xivot sfetoga Franceska Saveria od Druxbae Yesussovae, apoʃtola od India, Рим, 1638.
- Kalendar iz Missala rimskoga. Spovidanye pravae virae, Рим, 1640.
- Ritual rimski (Rituale Romanum). Рим, 1640. (поново штампано у Загребу, 1993.)
- Tomme od Kempisa kanonika regulara od reda s. Agustina Piismo od nasledovanya Goʃpodinna Naʃʃcega Yeʃʃuʃa, Рим, 1641.
- Vanghielia i pistule istomaccene s Missala novvoga rimskoga u iesik dubrovacki sa grada i darxave dubrovacke, Рим, 1641. Дубровник, 1784, (Vandjelja i kgnighe apostolske istomacene iʃ Missala novoga rimskoga u jeʃik slovinski, 1841.)
- Putovanja južnoslavenskim zemljama, Привлака, 1987.
- Autobiografija isusovca Bartola Kašića u prijevodu i izvorniku, прир и с лат. превео Владимир Хорват, Школска књига, Загреб, 2006.
- Venefrida. Eine Tragödie, Bamberg 1991.
- Izabrana štiva, (s bibliografijom), Загреб 1997.
- Biblia sacra. Versio Illyrica selecta, 1–2. Biblia Slavica, IV/2., Paderborn—München—Wien—Zürich, 1999–2000.
- Bartol Kašić. Izbor iz djela., Стољећа хрватске књижевности, књ. 103, прир. и транскриб. Дарија Габрић-Багарић, Матица хрватска, Загреб, 2010.[19]